# Protokol om ejendomserhvervelse i Danmark
Protokol om ejendomserhvervelse i Danmark er en tillægsprotokol til Traktaten om Den Europæiske Union (EU-traktaten) og Traktaten om Den Europæiske Unions Funktionsmåde (EUF-traktaten), som senest er ændret ved Lissabontraktaten.
Tillægsprotokollen, der også er kendt som "Protokol nr. 32", gør det muligt for den danske stat at opretholde lovgivning, der diskriminerer på baggrund af nationalitet. Specifikt er denne undtagelse til det ellers grundlæggende diskriminationsforbud i EUF-traktatens artikel 18 møntet på tilfælde, hvor den danske stat, ved lov, forbyder ikke-danske statsborgere at erhverve bolig, der ikke er helårsbolig, i Danmark.

## Ordlyd
DE HØJE KONTRAHERENDE PARTER,

SOM ØNSKER at finde en løsning på visse særlige problemer, der er af interesse for Danmark,

ER BLEVET ENIGE OM følgende bestemmelse, der knyttes som bilag til traktaten om Den Europæiske
Union og traktaten om Den Europæiske Unions funktionsmåde:

Uanset bestemmelserne i traktaterne kan Danmark opretholde den gældende lovgivning om erhvervelse
af ejendomme, der ikke er helårsboliger.